# Коле Стела (Терамо)
Коле Стела (итал. Colle Stella) је насеље у Италији у округу Терамо, региону Абруцо.
Према процени из 2011. у насељу је живело 106 становника. Насеље се налази на надморској висини од 122 м.